# 설치미술

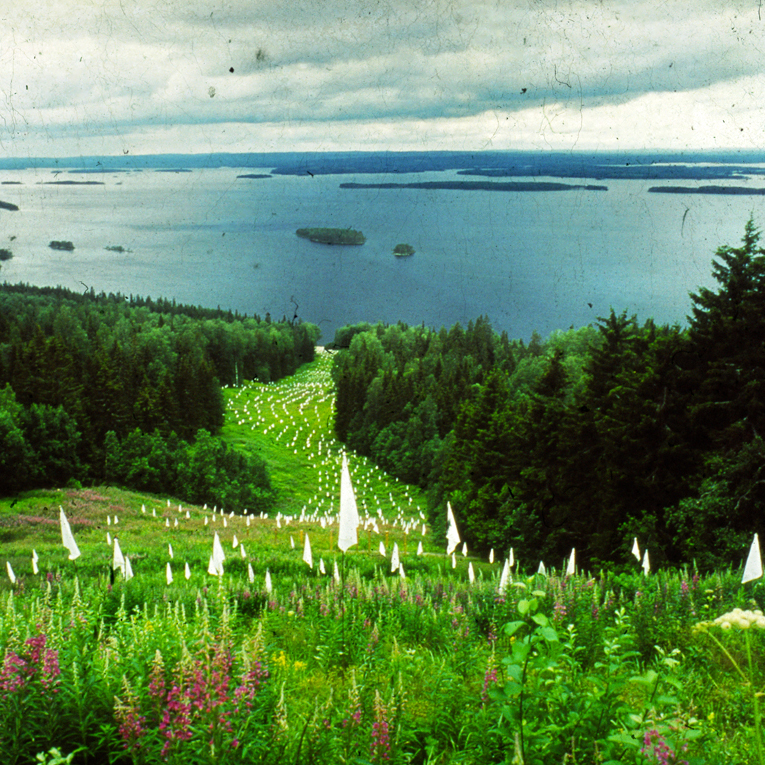

설치미술(設置美術, 영어: installation art)은 1970년대 이후 회화 · 조각 · 영상 · 사진 등과 대등한 현대 미술의 표현 방법 장르의 하나이다. 특정한 실내나 야외 등에 오브제와 장치를 설치하고, 작가의 의도에 따라 공간을 구성하고 변화시켜 장소와 공간 전체를 작품으로 체험하는 예술이다. 비디오 영상을 상영하여 공간을 구성하기도 하며, 음향 등을 이용해 공간을 조성할 수도 있다. 공간 전체가 작품이기 때문에 감상자는 작품을 감상하기보다는 체험하게 된다. 감상자가 그 공간을 체험 (보고, 듣고, 느끼고, 생각하고)하는 방법을 어떻게 변화시킬지를 요점으로 하는 예술기법이다.